# 黒田順子
黒田 順子（くろだ みちこ、1950年 - ）は、日本出身の国際公務員。国際連合東ティモール支援団・国際連合東ティモール統合ミッション・国際連合東ティモール統合ミッションの官房長などを務めた。

## 人物・経歴
北海道出身。1974年津田塾大学学芸学部国際関係学科卒業。筑波大学大学院地域研究科在学中、交換留学生として1977年ルーヴァン・カトリック大学修士。1978年ジョージタウン大学大学院修士。1980年筑波大学大学院地域研究科修了、国際学修士。ジュネーヴ大学国際高等研究所在学中の1980年から国際労働機関アソシエート・エキスパートとなる。
国際連合欧州本部や国際連合ニューヨーク本部で、国際連合合同査察室調査官、国際連合管理局マネジメントアナリスト、国際連合PKO局事務次補特別補佐官、国際連合監査局マネージメント監査官等を歴任し、2004年から2006年まで東ティモール平和維持活動（国際連合東ティモール支援団、国際連合東ティモール統合ミッション、国際連合東ティモール統合ミッション）の官房長を務め紛争の抑止にあたった。
2006年国際連合事務局管理局本部契約委員会上級管理分析担当官。2007年国際連合本部能力開発プログラム特別シニア・コーディネーター。2010年国際連合コンサルタント。2011年マーシー大学客員教授（特任教授）。2016年国際連合エグゼクティブ・コーチ。専門は国際法、人権で、メディエーション及び紛争解決研究所理事兼書記も務めた。

## 著作
- 『地域紛争解決のシナリオ ポスト冷戦時代の国連の課題』スリーエーネットワーク 1994年